# Hadan-dong
Hadan-dong (koreanska: 하단동)  är en stadsdel i staden Busan i den sydöstra delen av Sydkorea, 300 km sydost om huvudstaden Seoul. Den ligger i stadsdistriktet Saha-gu.
Hadan-dong ligger på östra sidan av floden Nakdong. Till stadsdelen hör också ön Eulsukdo som ligger mitt i floden.

## Indelning
Administrativt är Hadan-dong indelat i:
| Namn    | Namn             | Yta km² | Invånare 31 dec 2018 |
| ------- | ---------------- | ------- | -------------------- |
| 하단1동 | Hadan 1(il)-dong | 6,50    | 22 565               |
| 하단2동 | Hadan 2(i)-dong  | 3,08    | 26 817               |